# Шуайян, Мустафа
Мустафа Шуайян (1 марта 1936 — 4 февраля 1976) — иранский революционер, городской партизан, член Организации партизан-фидаинов иранского народа, сторонник широкого революционно-демократического фронта, автор ряда теоретических работ. Член Народного демократического фронта. В 1974 изгнан из ОПФИН за приверженность марксистским убеждениям (Шуайян считал, что ленинизм извратил марксистское учение). Убит при попытке создания собственной боевой организации, по другим данным — сам проглотил капсулу с цианидом чтобы не быть схваченным охранкой.